# Municipio de Cherry (Kansas)
El municipio de Cherry (en inglés: Cherry Township) es un municipio ubicado en el condado de Montgomery en el estado estadounidense de Kansas. En el año 2010 tenía una población de 504 habitantes y una densidad poblacional de 4,94 personas por km².

## Geografía
El municipio de Cherry se encuentra ubicado en las coordenadas 37°19′13″N 95°34′2″O / 37.32028, -95.56722. Según la Oficina del Censo de los Estados Unidos, el municipio tiene una superficie total de 101.96 km², de la cual 101,94 km² corresponden a tierra firme y (0,02 %) 0,02 km² es agua.

## Demografía
Según el censo de 2010, había 504 personas residiendo en el municipio de Cherry. La densidad de población era de 4,94 hab./km². De los 504 habitantes, el municipio de Cherry estaba compuesto por el 97,02 % blancos, el 1,59 % eran amerindios, el 0,2 % eran asiáticos, el 0,2 % eran de otras razas y el 0,99 % eran de una mezcla de razas. Del total de la población el 0,4 % eran hispanos o latinos de cualquier raza.